# Nikolaus Joseph Brahm
Pour les articles homonymes, voir Brahm.
Nikolaus Joseph Brahm (1754-1821) est un zoologiste allemand auteur de Insektenkalender für Sammler und Oekonomen.